# Ignaz Puschnik
Ignaz Puschnik (né le 5 février 1934 en Autriche et mort le 17 décembre 2020) est un joueur de football international autrichien, qui évoluait au poste de milieu de terrain.

## Biographie

### Carrière en sélection
Avec l'équipe d'Autriche, il joue 8 matchs (pour aucun but inscrit) entre 1957 et 1964. 
Il joue son premier match en équipe nationale le 10 mars 1957 contre l'Allemagne de l'Est, et son dernier le 12 avril 1964 contre les Pays-Bas.
Il figure dans le groupe des sélectionnés lors de la Coupe du monde de 1958. Il ne joue toutefois aucun match lors du mondial organisé en Suède.